# Бєляєв Микола Григорович
Микола Григорович Бєляєв (5 червня 1925 — 22 квітня 1997, Закарпатська область) — радянський військовослужбовець, учасник Німецько-радянської війни, повний кавалер ордена Слави, командир мінометного розрахунку 1-й мінометної батареї 140-го гвардійського стрілецького полку 47-ї гвардійської стрілецької дивізії 8-й гвардійської армії 1-го Білоруського фронту, гвардії старший сержант.

## Біографія
Народився 5 червня 1925 року в селі Кругліца Биховського району Могильовської області Білорусі в селянській родині. Білорус. Закінчив початкову школу. Із серпня 1942 року в партизанському загоні № 45 Могильовської бригади.
У Червоній Армії з березня 1944 року. На фронті у Німецько-радянську війну з липня 1944 року.
Командир мінометного розрахунку 140-го гвардійського стрілецького полку гвардії старший сержант Микола Бєляєв особливо відзначився в боях на території Польщі та Німеччини.
7 жовтня 1944 року в районі Магнушевського плацдарму мінометним вогнем вивів із ладу дзот супротивника і знищив близько десяти ворожих солдатів. У ніч на 14 вересня 1944 року брав участь у розвідці боєм поблизу фортеці Прага, вразивши кулеметну точку і розсіявши до взводу супротивників, чим забезпечив успіх радянських підрозділів, що наступали.
Наказом по 47-ї гвардійській стрілецькій дивізії від 31 жовтня 1944 року за мужність і відвагу виявлені в боях гвардії старший сержант Бєляєв Микола Григорович нагороджений орденом Слави 3-го ступеня.
У боях за польське місто Шверін 31 січня 1945 року, забезпечуючи просування піхоти, гвардії старший сержант Микола Бєляєв декількома мінами придушив дві вогневі точки і вразив ворожий кулемет із розрахунком.
Наказом по 8-ї гвардійській армії від 31 березня 1945 року за мужність і відвагу виявлені в боях гвардії старший сержант Бєляєв Микола Григорович нагороджений орденом Слави 2-го ступеня.
16 квітня 1945 під час прориву оборони ворога і в наступних боях у районі німецького міста Зелов мінометним вогнем знищив три кулеметні точки і до десяти солдатів. У боях на вулицях столиці Німеччини Берліна мінометний розрахунок гвардії старшого сержанта Миколи Бєляєва, слідуючи в бойових порядках піхоти, придушував вогневі точки ворога і розчищав шлях радянським стрілецьким підрозділам. 26 травня 1945 гвардії старший сержант Микола Бєляєв був представлений до ордена Слави 1-го ступеня Військовою радою 8-ї гвардійської армії.
Указом Президії Верховної Ради СРСР від 15 травня 1946 року за зразкове виконання завдань командування в боях з німецько-ворожими вояками гвардії старший сержант Бєляєв Микола Григорович нагороджений орденом Слави 1-го ступеня, ставши повним кавалером ордена Слави.
Гвардії старшина Бєляєв М. Г. демобілізований восени 1945 року. Екстерном закінчив 10 класів. Працював електрослюсарем у Джамбульському хімічному виробничому управлінні. Член КПРС із 1970 року. Жив у місті Ужгороді Закарпатської області України. Помер 22 квітня 1997 року.
Нагороджений орденами Вітчизняної війни 1 -го ступеня, Червоної Зірки, Слави 1-й, 2-й, 3-й ступеня, медалями.